# Campionato Amazonense 2023
Il Campionato Amazonense 2023 è stata la 107ª edizione della massima serie del Campionato Amazonense. Il torneo è iniziato il 28 gennaio 2023 e si è concluso il 23 aprile successivo.

## Stagione

### Novità
Al termine della stagione 2022, sono retrocesse in Segunda Divisão São Raimundo-AM, Clipper, Penarol-AM e JC. Sono stati promossi, invece, Rio Negro e Parintins.
Il Fast Clube si è ritirato prima dell'inizio del torneo e riprenderà l'attività calcistica nel 2024, ripartendo dalla Segunda Divisão.

### Formato
Le nove squadre si affrontano dapprima in una prima fase, consistente in un girone unico da nove squadre. Le prime otto classificate di tale girone, accederanno alla seconda fase che decreterà la vincitrice del campionato. La nona classificata, retrocede in Segunda Divisão.
La formazione vincitrice e la seconda classificata, potranno partecipare alla Série D 2024, alla Coppa del Brasile 2024 e alla Copa Verde 2024. Nel caso le prime due classificate siano già qualificate alla Série D, l'accesso alla quarta serie andrà a scalare.

### Avvenimenti
Il 23 febbraio 2023, la federcalcio brasiliana retrocede d'ufficio l'Iranduba per partite truccate. Il club è stato inoltre sospeso da ogni attività calcistica per due anni.

## Risultati

### Prima fase
|  | Pos. | Squadra              | Pt | G | V | N | P | GF | GS | DR  |
|  | ---- | -------------------- | -- | - | - | - | - | -- | -- | --- |
|  | 1.   | Amazonas             | 19 | 8 | 6 | 1 | 1 | 17 | 3  | +14 |
|  | 2.   | Manauara             | 17 | 8 | 5 | 2 | 1 | 21 | 6  | +15 |
|  | 3.   | Princesa do Solimões | 14 | 8 | 4 | 2 | 2 | 10 | 7  | +3  |
|  | 4.   | Manaus               | 13 | 8 | 3 | 4 | 1 | 18 | 7  | +11 |
|  | 5.   | Nacional-AM          | 11 | 8 | 2 | 5 | 1 | 9  | 8  | +1  |
|  | 6.   | Parintins            | 9  | 8 | 2 | 3 | 3 | 6  | 10 | -4  |
|  | 7.   | Rio Negro            | 7  | 8 | 1 | 4 | 3 | 7  | 10 | -3  |
|  | 8.   | Operário-AM          | 2  | 8 | 0 | 2 | 6 | 1  | 14 | -13 |
|  | 9.   | Iranduba             | 3  | 8 | 0 | 3 | 5 | 4  | 19 | -15 |

Legenda:
      Ammessa alla seconda fase.
      Retrocessa in Segunda Divisão 2024
Note:
Tre punti a vittoria, uno a pareggio, zero a sconfitta.

### Seconda fase
|  | Quarti di finale | Quarti di finale     | Quarti di finale | Quarti di finale | Quarti di finale |  |  | Semifinali | Semifinali           | Semifinali | Semifinali | Semifinali |   |   | Finale | Finale   | Finale | Finale | Finale |  |
|  |                  |                      |                  |                  |                  |  |  |            |                      |            |            |            |   |   |        |          |        |        |        |  |
|  | 6                | Parintins            | 1                | 1                | 2                |  |  |            |                      |            |            |            |   |   |        |          |        |        |        |  |
|  | 3                | Princesa do Solimões | 1                | 1                | 2                |  |  | 3          | Princesa do Solimões | 1          | 0          | 1          |   |   |        |          |        |        |        |  |
|  | 7                | Rio Negro            | 0                | 0                | 0                |  |  | 2          | Manauara             | 3          | 3          | 6          |   |   |        |          |        |        |        |  |
|  | 2                | Manauara             | 1                | 1                | 2                |  |  |            |                      |            |            |            |   |   | 2      | Manauara | 0      | 0      | 0      |  |
|  | 5                | Nacional-AM          | 3                | 0                | 3                |  |  |            |                      | 1          | Amazonas   | 0          | 1 | 1 |        |          |        |        |        |  |
|  | 4                | Manaus               | 1                | 1                | 2                |  |  | 5          | Nacional-AM          | 0          | 0          | 0          |   |   |        |          |        |        |        |  |
|  | 8                | Operário-AM          | 1                | 0                | 1                |  |  | 1          | Amazonas             | 1          | 0          | 1          |   |   |        |          |        |        |        |  |
|  | 1                | Amazonas             | 2                | 2                | 4                |  |  |            |                      |            |            |            |   |   |        |          |        |        |        |  |